# Dos Caminos, Chiconquiaco
Dos Caminos är en ort i Mexiko.   Den ligger i kommunen Chiconquiaco och delstaten Veracruz, i den sydöstra delen av landet, 240 km öster om huvudstaden Mexico City. Dos Caminos ligger 1 979 meter över havet och antalet invånare är 111.
Terrängen runt Dos Caminos är kuperad åt sydväst, men åt nordost är den bergig. Dos Caminos ligger uppe på en höjd. Runt Dos Caminos är det ganska tätbefolkat, med 100 invånare per kvadratkilometer. Närmaste större samhälle är Banderilla, 19,0 km sydväst om Dos Caminos. I omgivningarna runt Dos Caminos växer huvudsakligen savannskog.